# Ray González
Ramón González Rivera, noto più semplicemente come Ray González (Dorado, 4 maggio 1972), è un wrestler portoricano.
Ha lottato nelle federazioni World Wrestling Council (WWC), International Wrestling Association (IWA), Wrestling International New Generation (W*ING), Consejo Mundial de Lucha Libre (CMLL), e X Wrestling Federation (XWF).
González ha vinto i titoli WWC Universal Heavyweight Championship e IWA World Heavyweight Championship in molteplici occasioni. Ha inoltre conquistato una volta l'NWA World Heavyweight Championship della National Wrestling Alliance (NWA).

## Carriera
González cominciò ad interessarsi al wrestling professionistico per caso, restando come ipnotizzato da un match tra Carlos Colón Sr. e Abdullah the Butcher visto casualmente in tv una sera cambiando canale, quando era ancora un bambino. L'interesse non venne ben accolto dai familiari, ma lui decise di diventare un lottatore a dispetto del volere dei genitori. Tuttavia, la mancanza di scuole di wrestling nelle immediate vicinanze (all'epoca), complicò il suo obiettivo. Mentre ancora frequentava la scuola, uno dei suoi compagni di classe lo presentò a un wrestler di nome Gerardo "Jerry" Quiñonez Mercado che accettò di allenarlo in una palestra a Río Piedras, un distretto di San Juan. All'epoca spesso raggiungeva la palestra facendo l'autostop non avendo ancora la patente di guida. In questo periodo della sua vita, le sue influenza principali erano Carlos Colón e Ric Flair.

### El Cóndor; AWF, CMLL, WING, WWC/CSP (1990–1998)

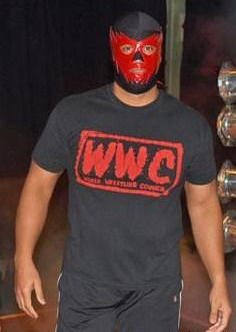
Ray González come El Cóndor

González esordì nella Capitol Sports Promotions (CSP) nel 1990 come lottatore mascherato nella categoria cruiserweight e con il ring name "El Cóndor", scontrandosi con Joseph D'Acquisto, che si esibiva localmente come The Rochester Roadblock. Continuò a lottare nel lowcard come personaggio heel per un anno e mezzo, poi perse la maschera e fu reinserito come "Ray González". Con questa nuova identità, il 21 settembre 1991 sconfisse Alex Porteau aggiudicandosi il titolo CSP World Junior Heavyweight Championship. Dopo aver reso vacante il titolo, cominciò a lottare nella Americas Wrestling Federation, dove vinse titoli dei pesi leggeri e di coppia insieme a Tom Brandi. Contemporaneamente, la Capitol si riorganizzò come World Wrestling Council dopo essere andata in bancarotta. Il 3 gennaio 1993, González sconfisse Takashi Okano nel corso di una tournée Wrestling International New Generation. Due mesi dopo, Mastoshi Yosegi lo sconfisse strappandogli la cintura WWC Junior Heavyweight Championship. Tornato nella WWC, González ebbe un feud con Mohammed Hussein (Louis Fabbiano). Si alleò con Ricky Santana e la coppia sfidò senza fortuna i Solid Gold per i WWC World Tag Team Championship. Partecipò anche a una battle royal dove erano in palio le cinture tag team, ma fu eliminato. Altri due tentativi di conquistare le cinture, prima con Santana e poi insieme a Ricky Steamboat, terminarono in un nulla di fatto. Successivamente, González cominciò a lottare come wrestler singolo. Sconfisse Fabbiano per tre volte, un jobber di nome "Slammer" e lottò con Mike Lozansky un incontro terminato in no contest. L'8 luglio 1993, González in coppia con Carlos Colón sconfisse Fabbiano e Dusty Wolfe.
In seguito arrivarono sconfitte a catena con Sione Havea Vailahi, Greg Valentine e Doink the Clown (Steve Keirn). Formò un nuovo tag team con Ramón Álvarez, e i due sconfissero Fabbiano e Santana, nel frattempo diventati heel. Il 19 marzo 1993, González sconfisse Valentine. Lui e Álvarez sconfissero "The Bruise Brothers", Ron e Don Harris. Due giorni dopo, vinse per squalifica con Dutch Mantell. Il 24 aprile 1994, González sconfisse Valentine aggiudicandosi il suo primo WWC Universal Heavyweight Championship. Funse da rimpiazzo per l'infortunato José Huertas González, che in realtà volle favorirlo convincendo Carlos Colón a dargli l'opportunità di vincere il titolo. Nonostante questo, durante il suo primo regno da campione, González fu presentato come un wrestler sottovalutato, un "cane sciolto" che aveva sfruttato al meglio l'occasione. Dopo aver perso il titolo con Mantell, ebbe una rivalità con Eddie Gilbert. In coppia con Álvarez affrontò Gilbert e Mantell, alternando vittorie e sconfitte. Il 5 agosto 1994, insieme a Jesús Castillo Jr. perse contro Gilbert e Mantell. L'11 agosto 1995, cominciò un tour in Messico con la Consejo Mundial de Lucha Libre, lottando in coppia con Juan Manuel Rodríguez e José Luis Casas e sconfiggendo Roberto Guttíerez Frias, José "Negro" Casas e Ultimo Dragon. Il 25 agosto 1995, González sfidò senza successo Gutierrez Frias per il titolo NWA World Light Heavyweight Championship in un two out of three falls match.

### Rey Fénix, Capitol Sports e NWA World Championship (2002–2005)
González entrò nella International Wrestling Association con l'identità del wrestler mascherato di nome "Rey Fénix" nel luglio 2002, dopo aver abbandonato la WWC a causa di dissapori con Jovica e Colón. Il cambio di federazione fu la conseguenza di una causa legale intentata dalla WWC per i diritti del ring name "Ray González". Al suo arrivo, si unì alla stable heel di Savio Vega, "La Compañia", ed ebbe dei feud con El León" Apolo, Ricky Banderas e Shane Sewell per il titolo IWA World Heavyweight Championship. González vinse il suo primo titolo IWA World Heavyweight all'evento Golpe de Estado 2002 sconfiggendo Banderas. Questo match fu combattuto all'aperto sotto una pioggia incessante e divenne noto a Porto Rico come La Lucha del Siglo ("l'incontro del secolo"). Successivamente, cominciò una storyline dove González aveva problemi con Vega circa la sua decisione di far entrare Banderas nella stable nel bel mezzo della loro rivalità con in palio il titolo. Nel febbraio 2003, egli offrì una considerevole cifra per acquistare il proprio contratto e diventare un free agent, ma Vega rifiutò (kayfabe). Il 9 novembre 2002, González perse il titolo contro Apolo, a Bayamón, Porto Rico. Il 1º febbraio 2003, una volta che la causa legale si era risolta in suo favore, González si tolse la maschera ed effettuò un turn face. Vinse il secondo World Heavyweight Championship sconfiggendo Banderas il 5 aprile 2003, nel corso di un evento svoltosi a Carolina, Porto Rico. Poi entrò nella fazione "El Ejército de la Gente". Nel giugno 2003, González fu assalito da "Super Fénix", un lottatore mascherato. Nel luglio 2003, quando Huertas giunse nella IWA, chiese a González di allearsi insieme. Nel giugno 2003, Carly Colón firmò un contratto di sviluppo con la World Wrestling Entertainment. Il mese seguente, l'IWA cominciò a promuovere l'arrivo del "figlio di una leggenda universalmente riconosciuta" lasciando chiaramente intendere che si trattasse di Carlos Colón, ma in realtà, si scoprì che il nuovo arrivato era il figlio di Ric Flair, David Flair. González ebbe rivalità con Banderas, Vega e Figueroa per il resto dell'anno fino a quando la sua guardia del corpo, Víctor "The Bodyguard" Rodríguez, si rivoltò contro di lui nel novembre 2003 alleandosi con Flair Jr. Vinse l'Intercontinental Heavyweight Championship strappandolo a David Flair il 30 novembre 2003, a Mayagüez, Porto Rico. Poi Thunder and Lightning arrivarono nella IWA, e presto si unirono a González per riformare "La Familia". Víctor "The Bodyguard" Rodríguez si autoproclamò leader de "La Compañia" durante la sua assenza. Nel frattempo, La Familia dichiarò il proprio intento di prendere il controllo totale della IWA. Immediatamente dopo essersi riformata, la stable entrò in rivalità con la fazione opposta "Ejercíto de la Gente", composta da Figueroa, Pérez Jr. e Cotto.
Nell'agosto 2004, Ray González restò coinvolto in un angle nel quale egli vinse il 49% della proprietà della IWA. Poi ebbe un feud con il proprietario del restante 51%, Victor Quiñones. Il 28 agosto 2004, a Bad Blood, González annunciò che da quel momento in poi, l'IWA avrebbe cambiato nome in "Capitol Sports", dichiarando che Quiñones era stato già informato del fatto. L'IWA prese l'angle molto seriamente arrivando a sostituire il logo ufficiale della compagnia con una versione modificata del vecchio logo della Capitol Sports Promotions. In un'intervista successiva, González affermò di possedere ora il 51% e che Quiñonez non aveva rispettato i termini del contratto, facendo notare come fosse quindi passabile di licenziamento.
Il 4 settembre 2004, González cedette il titolo a Figueroa a causa di un'interferenza da parte di Havana. Il 9 ottobre 2004, González annunciò che la "Capitol" si era alleata con la Total Nonstop Action Wrestling-NWA in occasione dell'evento Golpe de Estado e che l'NWA World Heavyweight Champion Jeff Jarrett, Robert Roode, Konnan e Shawn Hernandez avrebbero preso parte allo show. A Noche de Campeones, egli sconfisse Figueroa aggiudicandosi la cintura di IWA World Heavyweight Champion. Poi fu la volta di un feud con Jarrett. Il 3 aprile 2005, egli affrontò Jarrett per il titolo NWA World Heavyweight Championship all'evento Juicio Final, dove il match fu arbitrato da un arbitro IWA. González vinse l'incontro per schienamento diventando così il secondo lottatore portoricano in assoluto a sconfiggere un campione mondiale NWA in modo pulito in un match titolato. Tuttavia, la vittoria del titolo fu revocata la sera stessa, quando Jarrett si lamentò che José Vázquez, l'arbitro che aveva effettuato il conteggio, non era ufficialmente riconosciuto dalla NWA. L'IWA riconobbe comunque il passaggio di cintura. A posteriori, circa dieci anni dopo, il 16 febbraio 2015 anche la NWA inserì ufficialmente il nome di González nell'albo d'oro.

## Titoli e riconoscimenti
- Americas Wrestling Federation (Porto Rico)
  - AWF World Junior Heavyweight Championship (2)
  - AWF World Tag Team Championship (1) - con Tom Brandi
- International Wrestling Association
  - IWA Undisputed World Heavyweight Championship (7)
  - IWA Intercontinental Championship (2)
- National Wrestling Alliance
  - NWA World Heavyweight Championship (1)[19]
- Pro Wrestling Illustrated
  - 95º classificato nella lista dei migliori 500 wrestler nei PWI 500 del 1994[20]
- World Wrestling Council
  - WWC Universal Heavyweight Championship (22)
  - WWC Puerto Rico Championship (5)
  - WWC World Junior Heavyweight Championship (5)
  - WWC Television Championship (2)
  - WWC World Tag Team Championship (10) - con El Bronco 1 (3), Huracan Castillo Jr. (3) Ricky Santana (2), Rex King (1) e La Ley (1)
  - WWC Caribbean Tag Team Championship (2) - con Ricky Santana
  - Copa Luchador de la Década (2010)